# آران‌ای

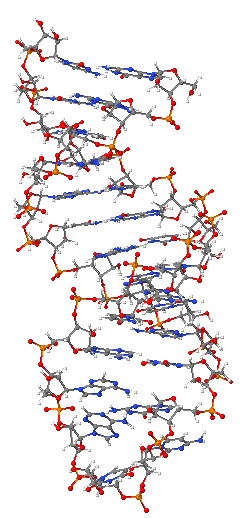
ساختار آر‌اِن‌اِی پیش‌ساز

ریبونوکلئیک اسید (به انگلیسی: Ribonucleic acid) یا آراِن‌اِی (RNA) همراه با دی‌اِن‌اِی و پروتئین، سه مولکول درشت اصلی هستند که برای همهٔ گونه‌های شناخته‌شدهٔ زیستی، ضروری هستند. آراِن‌اِی هم مانند دی‌ان‌ای دارای زنجیرهٔ بلندی شامل اجزای سازنده‌ای به نام نوکلئوتیدها است. هر نوکلئوتید دارای یک نوکلئوباز است که گاهی به آن باز نیتروژنی هم می‌گویند، چیدمان نوکلئوتیدهای یک ژن در دی‌ان‌ای در فرایند رونویسی به آران‌ای پیام‌رسان داده می‌شود، آراِن‌اِی پیام‌رسان به ریبوزوم‌ها می‌رود و در آنجا در فرایند ترجمه به پیدایش فراورده‌های ژنی می‌انجامد. برخی ویروس‌ها، از آراِن‌اِی به جای دی‌ان‌ای به‌عنوان مادهٔ ژنتیکی‌شان استفاده می‌کنند. همهٔ جانداران از آران‌ای پیام‌رسان برای جابه‌جایی داده‌های ژنتیکی از هستهٔ سلول به ریبوزوم استفاده می‌کنند که به ساخت پروتئین‌ها می‌انجامد.
نوعی از آراِن‌اِی اطلاعات را از دی‌ان‌ای به سیتوپلاسم حمل می‌کند؛ به این نوع آراِن‌اِی که اطلاعات را از دی‌ان‌ای به ریبوزوم‌ها حمل می‌کند، آران‌ای پیام‌رسان یا پیامبر (mRNA) می‌گویند. نوعی دیگر آران‌ای حامل (tRNA) است که اسیدهای آمینه را به ریبوزوم منتقل می‌کند، تا ریبوزوم، اسیدهای آمینه را بر اساس اطلاعات موجود در آران‌ای پیام‌رسان کنار یکدیگر ردیف کند. نوع دیگر، آران‌ای ریبوزومی (rRNA) است که در ساختار ریبوزوم‌ها شرکت دارد؛ این موضوع به این معناست که ریبوزوم‌ها متشکل از پروتئین‌ها و آراِن‌اِی های ریبوزومی هستند.

## ساختمان
ساختار شیمیایی آراِن‌اِی به ساختار شیمیایی دی‌اِن‌اِی بسیار شبیه است، با سه تفاوت؛ یکی این‌که آراِن‌اِی دارای قند ریبوز است درحالی‌که دی‌اِن‌اِی دارای قند کمی متفاوت‌تر به نام دئوکسی‌ریبوز است (گونه‌ای از ریبوز که یک اتم اکسیژن در آن کم است) و دوّم این‌که آراِن‌اِی دارای نوکلئوباز یوراسیل است درحالی‌که به‌جای آن دی‌اِن‌اِی دارای تیمین است (یوراسیل و تیمین، خواص جفت شدن بازی مشابهی دارند). و سوم این‌که برخلاف دی‌ان‌ای بیشتر مولکول‌های آراِن‌اِی تک‌رشته‌ای هستند. مولکول‌های تک‌رشته‌ای آراِن‌اِی ساختارهای سه‌بعدی بسیار پیچیده‌ای را دارند، زیرا آن‌ها مانند دی‌اِن‌اِی دارای زنجیرهٔ دورشته‌ای نیستند. (البته آراِن‌اِی دورشته‌ای هم وجود دارد) آراِن‌اِی درون یاخته‌های زنده توسط آراِن‌اِی پلی‌مرازها ساخته می‌شوند، این آنزیم‌ها در رونویسی از روی یک الگوی آراِن‌اِی یا دی‌اِن‌اِی به یک رشته آراِن‌اِی تازه کارایی دارند.

## مقایسهٔ آراِن‌اِی با دی‌اِن‌اِی
آراِن‌اِی و دی‌اِن‌اِی هر دو اسید نوکلئیک هستند، اما در سه چیز تفاوت دارند:
نخست این‌که برخلاف دی‌اِن‌اِی که دورشته‌ای است، آراِن‌اِی یک مولکول تک‌رشته‌ای است و زنجیرهٔ بسیار کوتاه‌تری از نوکلئوتیدها را دارد.
دوم این‌که درحالی‌که دی‌اِن‌اِی دارای قند دئوکسی‌ریبوز است، آراِن‌اِی دارای ریبوز است (در دئوکسی‌ریبوز هیچ گروه هیدروکسیلی به حلقهٔ پنتوزی در جایگاه ۲ پیوند ندارد). این گروه‌های هیدروکسیلی، پایداری آراِن‌اِی را کمتر از پایداری دی‌اِن‌اِی می‌سازند زیرا داشتن گروه هیدروکسیل، ریبوز را برای واکنش آبکافت آماده‌تر می‌سازد. 
سوّم این‌که برخلاف دی‌اِن‌اِی در آراِن‌اِی، باز تکمیل‌کنندهٔ آدنین، تیمین نیست بلکه یوراسیل است که شکل متیله‌نشده‌ای از تیمین است. بیشتر آراِن‌اِی‌های کارا از دیدگاه زیستی که شامل آران‌ای کوچک هسته‌ای، آران‌ای ریبوزومی، آران‌ای حامل، آران‌ای پیام‌رسان و دیگر آران‌ای‌های غیر-کدکننده، گاه دارای چیدمان‌های خود تکمیل‌کننده‌ای هستند که به بخش‌هایی از آراِن‌اِی این اجازه را می‌دهند که با خودش جفت شده و تا بخورد و مارپیچ‌های دوتایی را پدیدآورند (همانند دی‌اِن‌اِی). برخلاف دی‌اِن‌اِی، ساختار آن‌ها دارای مارپیچ‌های دوتایی دراز نیستند اما در جای‌جای آن‌ها گروه‌هایی از مارپیچ‌های کوتاه دیده می‌شود. آراِن‌اِی به جز برخی موارد استثنا، همیشه به‌صورت خطی وجود دارد.

## ساخته‌شدن آراِن‌اِی
آراِن‌اِی از روی یکی از رشته‌های دی‌اِن‌اِی در هستهٔ یاخته‌های یوکاریوت یا بخش نوکلئوئیدی پروکاریوت‌ها با کمک آنزیم‌های آران‌ای پلی‌مراز I (ژن‌های آران‌ای ریبوزومی) و آران‌ای پلی‌مراز II (ژن‌های آران‌ای پیام‌رسان) و آران‌ای پلی‌مراز III (ژن‌های آران‌ای حامل) در یوکاریوت‌ها و گونه‌ای آنزیم آران‌ای پلی‌مراز در یاخته‌های یوکاریوتی رونویسی می‌شود.
واکنش‌های فرآوری آن‌ها با آنزیم‌هایی به‌نام آران‌ای پلی‌مراز، که از دی‌ان‌ای به عنوان الگوی خود بهره می‌برند، آسان می‌شود، فرایند فرآوری آن‌ها به رونویسی مشهور است. آغاز رونویسی با پیوند یک آنزیم به چیدمان پروموتر، که به‌طور معمول در بالادست ژن جای دارد، آغاز می‌شود. زنجیرهٔ مارپیچ دوتایی دی‌اِن‌اِی، به کمک آنزیم هلیکاز باز می‌شود. این آنزیم در درازای رشتهٔ الگو از سمت '۳ آن به '۵ آن پیش می‌رود و یک مولکول آراِن‌اِی مکمل را می‌سازد که این آراِن‌اِی از آنجایی که وارونهٔ رشتهٔ الگو است از سمت '۵ آن به '۳ آن ساخته می‌شود. در ساخت آراِن‌اِی، چیدمان دی‌اِن‌اِی، پایان ساخت آراِن‌اِی را هم نشان خواهد داد. آراِن‌اِی ها پس از رونویسی، به کمک آنزیم‌های دیگری فرآوری می‌شوند و سرانجام یک آراِن‌اِی را پدیدمی‌آورند که در ساخت پروتئین در فرایند ترجمه به‌کار برده می‌شوند. برای نمونه، در یوکاریوت‌ها یک دُم چندآدنینی در فرایند پلی‌آدنیله شدن و در فرایندی دیگر یک کلاهک '۵ به آن‌ها افزوده می‌شود. در یکی دیگر از بخش‌های این فرآوری، اینترون‌ها به کمک آنزیم پیرایشگر در فرایند پیرایش برداشته می‌شوند.
شماری آران‌ای پلی‌مراز نیز هستند که کارکردشان وابسته به آراِن‌اِی است و از یک آراِن‌اِی به عنوان الگویشان برای ساخت یک رشتهٔ آراِن‌اِی تازه بهره می‌برند. برای نمونه، برخی آراِن‌اِی های ویروسی، مانند ویروس فلج اطفال، این گونه آنزیم را برای رونویسی ژن‌هایشان به‌کار می‌برند.

## ساختار
هر نوکلئوتید در آراِن‌اِی دارای یک قند ریبوز با کربن‌های شماره‌گذاری‌شده از ۱ تا ۵ است. یکی از بازهای آدنین، گوانین، سیتوزین، یا اوراسیل به کربن شمارهٔ ۱ پیوند می‌خورد. به آدنین و گوانین، خانوادهٔ پورین‌ها (دوحلقه‌ای‌ها) گفته می‌شود و به سیتوزین و اوراسیل، خانوادهٔ پیریمیدین‌ها (تک‌حلقه‌ای‌ها) گفته می‌شود. گروه‌های فسفات دارای یک بار منفی هستند که با پیوند به آراِن‌اِی، آن را یک مولکول باردار می‌سازند.
بازها ممکن است پیوندهای هیدروژنی میان سیتوزین با گوانین، آدنین با اوراسیل، و گوانین با اوراسیل را تشکیل دهند. به هر حال برهم‌کنش‌های دیگری هم امکان‌پذیر است، برای نمونه، پیوند یک گروه از بازهای آدنینی به همدیگر در یک برآمدگی یا تترالوپ GNRA که یک جفت باز گوانین–آدنینی دارد.
ویژگی ساختاری مهم آراِن‌اِی که آن را از دی‌اِن‌اِی جدا می‌سازد، داشتن یک گروه هیدروکسیل در کربن شمارهٔ ۲ قند ریبوز است. بودن این گروه به این می‌انجامد که شکل هندسی زنجیرهٔ مارپیچی آن با دی‌اِن‌اِی تفاوت پیدا کند. دوّمین نتیجه پیامد داشتن این گروه هیدروکسیل در کربن ۲، در نواحی انعطاف‌پذیری شکلی (تطبیقی) از یک مولکول آراِن‌اِی است (که در تشکیل یک مارپیچ دوتایی درگیر نیست)، آراِن‌اِی تنها با چهار باز توصیف می‌شود که عبارت‌اند از آدنین، سیتوزین، گوانین، و یوراسیل،
در آراِن‌اِی ریبوزومی، بسیاری از اصلاحات پس از رونویسی، در نواحی بسیار عملکردی اتفاق می‌افتد، از جمله مرکز پپتیدیل ترانسفراز و زیرواحد رابط، که نشان‌دهندهٔ این است که آن‌ها برای عملکرد عادی، مهم هستند. شکل عملکردی مولکول‌های تک‌رشته‌ای آراِن‌اِی، کاملاً مانند پروتئین‌ها، به ساختار سوّم ویژه‌ای نیاز دارد. چارچوب (داربست) این ساختار توسط عناصر ساختاری دوّم تولید می‌شود که همان پیوندهای هیدروژنی درون‌مولکولی هستند. این ساختار دوّم به پدید آمدن چندین نمایهٔ قابل شناسایی مانند حلقه‌های سنجاق سری، شکم‌خوردگی‌ها، و حلقه‌های درونی می‌انجامد. از آنجایی که آراِن‌اِی باردار است، یون‌های فلزی از جمله Mg2+ برای پایاسازی بسیاری از ساختارهای دوّم و سوّم مورد نیاز هستند.

## گونه‌های آراِن‌اِی

### آران‌ای پیام‌رسان
آران‌ای پیام‌رسان گونه‌ای آراِن‌اِی است که داده‌ها را از دی‌اِن‌اِی به ریبوزوم، جایگاه ساخت پروتئین و ترجمه در یاخته، می‌برد. چیدمان آراِن‌اِی پیام‌رسان، چیدمان اسید آمینهٔ پروتئینی که ساخته می‌شود را تعیین می‌کند.
بسیاری از آراِن‌اِی ها به پروتئین فرآوری نمی‌شوند. بسیاری از آراِن‌اِی ها در رمزگردانی به پروتئین فراورده نمی‌شوند. به این آراِن‌اِی ها، آران‌ای غیر-کدکننده می‌گویند. برجسته‌ترین نمونهٔ آران‌ای غیر-کدکننده آران‌ای حامل و آران‌ای ریبوزومی هستند که هر دوی آن‌ها در فرایند ترجمه دارای کارکرد هستند.
آراِن‌اِی های ویژه‌ای می‌توانند واکنش‌های شیمیایی، مانند بریدن و بستن دیگر مولکول‌های آراِن‌اِی، را انجام دهند و تشکیل پیوند پپتیدی را در ریبوزوم آسان کنند، این آراِن‌اِی ها به آران‌ای ریبوزومی مشهورند.
در فرایند ترجمه، آران‌ای پیام‌رسان داده‌های مورد نیاز در چیدمان اسیدهای آمینهٔ یک پروتئین را به ریبوزوم‌ها؛ کارخانه‌های ساخت پروتئین در یاخته، می‌برند. این به گونه‌ای کد می‌شود که هر سه نوکلئوتید (یک رمز ژنتیکی یا کدون) مطابق با یک اسید آمینه است. در سلول‌های یوکاریوتی، همین که آراِن‌اِی پیام‌رسان پیش‌ساز (pre-mRNA) از دی‌اِن‌اِی رونویسی شد، به آراِن‌اِی پیام‌رسان بالغ پردازش (اصلاح) می‌شود. این فرایند، اینترون‌های (بخش‌های کد نشوندهٔ pre-mRNA) آن را جدا می‌کند. آراِن‌اِی‌های پیام‌رسان سپس از هسته به سیتوپلاسم صادر می‌شود، جایی که آن به ریبوزوم متصل می‌شود و به شکل پروتئین متناظرش به کمک آران‌ای حامل، ترجمه می‌شود.
در سلول‌های پروکاریوتی که هسته و اجزای سیتوپلاسمی ندارند، آران‌ای پیام‌رسان می‌تواند به ریبوزوم‌ها متصل شود درحالی‌که آن از دی‌اِن‌اِی رونوشت‌برداری (رونویسی) می‌شود. پس از مدتی پیام به نوکلئوتیدهای مؤلفهٔ خودش با یاری ریبونوکلئازها تجزیه می‌شود. آران‌ای حامل (tRNA)، یک زنجیرهٔ آراِن‌اِی کوچک با حدود ۸۰ نوکلئوتید است که یک اسید آمینهٔ خاص را به زنجیرهٔ پلی‌پپتیدی در حال رشد در محل ریبوزومی سنتز پروتئین در طول ترجمه، منتقل می‌کند. این‌ها محل‌هایی برای اتصال اسید آمینه و یک ناحیهٔ آنتی‌کدون برای تشخیص کدون دارد که به یک توالی خاص بر روی زنجیرهٔ آران‌ای پیام‌رسان از طریق پیوند هیدروژنی متصل می‌شود.

### آراِن‌اِی ریبوزومی
آران‌ای‌های ریبوزومی جزء کاتالتیک ریبوزوم‌ها هستند. ریبوزوم‌های یوکاریوتی حاوی ۴ مولکول آران‌ای ریبوزومی مختلف هستند: آران‌ای ریبوزومی ۱۸اس، آران‌ای ریبوزومی ۵٫۸اس، آران‌ای ریبوزومی ۲۸اس و آراِن‌اِی ریبوزومی ۵اس. سه عدد از مولکول‌های آران‌ای ریبوزومی در هسته سنتز می‌شوند و سایر آن‌ها در جای دیگر سنتز می‌شود. در سیتوپلاسم، آراِن‌اِی ریبوزومی و پروتئین برای تشکیل یک نوکلئوپروتئین که ریبوزوم نامیده می‌شود، ترکیب می‌شوند. ریبوزوم به آراِن‌اِی پیام‌رسان متصل می‌شود و سنتز پروتئین را عملی (اجرا) می‌کند. چندین ریبوزوم ممکن است به یک آراِن‌اِی پیام‌رسان منفرد در هر زمانی متصل شوند. آراِن‌اِی ریبوزومی بسیار فراوان است و ۸۰٪ از ۱۰ میلی‌گرم/میلی‌لیتر آراِن‌اِی یافت شده در یک سیتوپلاسم یوکاریوت نمونه را تشکیل می‌دهد.

### آران‌ای پیام‌رسان-ناقل (tmRNA)
در بسیاری از باکتری‌ها و پلاستیدها یافت می‌شود. این، پروتئین‌های کد شده توسط آران‌ای پیام‌رسان را نشان‌دار می‌کند که فاقد کدون‌های توقف برای تجزیه هستند و ریبوزوم را از ماندن بازمی‌دارد.

### آراِن‌اِی‌های تنظیمی
چندین نوع از آراِن‌اِی می‌تواند بیان ژن را توسط مکمل یکدیگر بودن (متمم بودن) برای یک بخش آران‌ای پیام‌رسان یا یک دی‌اِن‌اِی ژن، فروتنظیم کند. (فروتنظیمی یا DN فرایندی است که به وسیلهٔ آن، یک سلول؛ کمیت یک جزء سلولی مانند پروتئین یا آراِن‌اِی را در پاسخ به یک متغیر خارجی کاهش می‌دهد. افزایش یک جزء سلولی، فراتنظیمی نامیده می‌شود).

### ریزآراِن‌اِی (miRNA)
ریزآران‌ای با ۲۱ تا ۲۲ نوکلئوتید در یوکاریوت‌ها یافت می‌شود و از طریق مداخله RNA (RNAi) عمل می‌کنند، جایی‌که یک کمپلکس مؤثر از ریزآراِن‌اِی و آنزیم‌ها می‌توانند آران‌ای پیام‌رسان را به ریزآراِن‌اِی که متمم است بشکند، آران‌ای پیام‌رسان را از ترجمه شدن ممانعت کند، یا تجزیهٔ آن را تسریع کند. درحالی‌که آراِن‌اِی‌های مداخله‌ای کوچک (siRNA) با 20 تا 25 نوکلئوتید، غالباً توسط تجزیهٔ (شکستن) آراِن‌اِی ویروسی تولید می‌شوند، همچنین منابع درون‌زادی نیز از این گونه آراِن‌اِی وجود دارد. siRNAها از طریق مداخلهٔ آراِن‌اِی در یک روش مشابه با miRNA عمل می‌کنند. بعضی از siRNAها و miRNAها می‌توانند ژن‌هایی را که آن‌ها نشان‌دار می‌کنند، متیله شوند که بدان وسیله، رونویسی این ژن‌ها را کاهش یا افزایش می‌دهد. جانوران، آراِن‌اِی‌های برهم‌کنش‌دهنده Piwi (piRNA; 29-30 nt) دارند که در سلول‌های جنینی فعال هستند و تصور می‌شود که دفاعی در برابر ترانسپوزون‌ها باشند و در گامتوژنز ایفای نقش کنند. بسیاری از پروکاریوت‌ها، آراِن‌اِی‌های CRISPR، یک سیستم تنظیمی مشابه با RNAi، دارند. آراِن‌اِی‌های آنتی‌سنس، بسیار گسترده و وسیع هستند، اکثراً یک ژن را فروتنظیم می‌کنند، اما تعدادی نیز فعال‌کنندهٔ رونویسی هستند. یک روش که آراِن‌اِی آنتی‌سنس می‌تواند عمل کند، از طریق اتصال به یک آران‌ای پیام‌رسان و تشکیل یک آراِن‌اِی دورشته‌ای است که به‌طور آنزیمی تجزیه می‌شود. آراِن‌اِی‌های غیر-کدکنندهٔ طویل بسیاری وجود دارد که ژن‌ها را در یوکاریوت‌ها تنظیم می‌کنند. یکی از این آراِن‌اِی‌ها، xist است که یک کروموزوم ایکس را در پستانداران ماده می‌پوشاند و آن را غیرفعال می‌کند. یک آران‌ای پیام‌رسان ممکن است به خودیِ خود حاوی اجزای تنظیمی باشد، از جمله riboswitchها، در ناحیهٔ ترجمه‌نشوندهٔ ۵' یا ناحیهٔ ترجمه‌نشوندهٔ ۳'. این عناصر تنظیمی سیس، فعالیت آن آران‌ای پیام‌رسان را تنظیم می‌کنند. ناحیه‌های ترجمه‌نشونده همچنین ممکن است حاوی عناصری باشند که دیگر ژن را تنظیم می‌کنند.

### آراِن‌اِی دورشته‌ای
آراِن‌اِی دورشته‌ای (dsRNA) یک آراِن‌اِی است با دو رشتهٔ مکمل یکدیگر که همانند دی‌اِن‌اِی در همهٔ یاخته‌ها یافت می‌شود. آراِن‌اِی دورشته‌ای، مادهٔ ژنتیکی برخی ویروس‌ها را می‌سازد. آراِن‌اِی دورشته‌ای شامل آراِن‌اِی ویروسی و آراِن‌اِی کوچک مداخله‌گر می‌توانند در ترجمهٔ ژن دگرگونی پدیدآورند. این دگرگونی بیشتر از راه جفت شدن با آراِن‌اِی پیام‌رسان و سرکوب کارایی آن که به کم شدن فراورده‌های ژنی می‌انجامد، پدید می‌آید.

## پردازش آراِن‌اِی
آراِن‌اِی های بسیاری در اصلاح آراِن‌اِی های دیگر درگیر هستند. اینترون‌ها از pre-mRNA به وسیلهٔ اسپلایسوزوم‌ها پردازش می‌شوند که حاوی چندین آراِن‌اِی کوچک هسته‌ای (snRNA) هستند. یا اینترون‌ها می‌توانند ریبوزیم‌هایی شوند که توسط خودشان پردازش می‌شوند. آراِن‌اِی می‌تواند همچنین توسط نگه داشتن نوکلئوتیدهای اصلاح شده‌اش برای نوکلئوتیدهای به غیر از A, C, G و U، تغییر یابد. در یوکاریوت‌ها، اصلاحات نوکلئوتیدهای آراِن‌اِی عموماً توسط آراِن‌اِی هستکی کوچک (snoRNA) هدایت می‌شود، که در هستک و جسم کاخال یافت می‌شوند. snoRNAها با آنزیم‌ها همکاری می‌کنند و آن‌ها را به یک موضع بر روی آراِن‌اِی توسط جفت شدن بازی به آن آراِن‌اِی، هدایت می‌کنند. این آنزیم‌ها سپس اصلاح نوکلئوتیدی را انجام می‌دهند. آراِن‌اِی‌های ریبوزومی و آراِن‌اِی‌های حامل به‌طور وسیعی اصلاح‌شده هستند، اما snRNAها و آراِن‌اِی‌های پیام‌رسان می‌توانند همچنین هدف اصلاح شدن بازی قرار بگیرند.

## ژنوم‌های آراِن‌اِی
مانند دی‌اِن‌اِی, آراِن‌اِی می‌تواند اطلاعات ژنتیکی را حمل کند. آران‌ای ویروس‌ها، ژنوم‌هایی مرکب از آراِن‌اِی و انواعی از پروتئین‌های کدشده توسط آن ژنوم را دارند. ژنوم ویروسی توسط بعضی از آن پروتئین‌ها رونوشت‌برداری می‌شود، درحالی‌که دیگر پروتئین‌ها ژنوم را محافظت می‌کنند. به محض این‌که ذرهٔ ویروسی به یک سلول میزبان وارد می‌شود. 
ویروئیدها گروه دیگری از پاتوژن‌ها هستند، اما آن‌ها فقط حاوی آراِن‌اِی هستند. هیچ پروتئینی را کد نمی‌کنند و توسط یک پلی‌مراز سلول گیاهی میزبان رونوشت‌برداری می‌شود.

## رونویسی وارونه
ویروس‌های رونوشت‌بردار معکوس، ژنومشان را به‌وسیلهٔ نسخه‌های دی‌اِن‌اِی رونوشت معکوس از آراِن‌اِی‌هایشان، رونوشت‌برداری می‌کنند. این نسخه‌های دی‌اِن‌اِی سپس به یک آراِن‌اِی جدید رونویسی می‌شوند. رتروترانسپوزون‌ها همچنین توسط کپی شدن دی‌اِن‌اِی و آراِن‌اِی از یکدیگر گسترش می‌یابند و تلومراز حاوی یک آراِن‌اِی است که به‌عنوان الگو برای ساختن پایانه‌های کروموزوم‌های یوکاریوتی استفاده می‌شوند.

## پژوهش‌ها در زیست‌شناسی آراِن‌اِی
تحقیق بر روی آراِن‌اِی منجر به کشف‌های زیست‌شناختی مهم و جوایز نوبل متعددی شده‌است. اسیدهای نوکلئیک‌ در سال ۱۸۶۸ توسط فردریش میشر کشف شد. بعداً کشف شد که سلول‌های پروکاریوتی که هسته‌ای ندارند، نیز همچنین در ناحیهٔ نوکلئوئیدی خود حاوی اسیدهای نوکلئیک هستند. نقش آراِن‌اِی در سنتز پروتئین همواره در سال ۱۹۳۹ مورد توجه بود. سورو اوچوآ جایزهٔ نوبل را در سال ۱۹۵۹ (مشترکاً با آرتور کورنبرگ) برنده شد.
در سال ۱۹۶۷ کارل ووز فرضیه داد که آراِن‌اِی ممکن است کاتالتیک باشد و پیشنهاد کرد که ابتدایی‌ترین اشکال حیات (مولکول‌های خودرونوشت‌بردار) توانسته‌اند هم برای حمل اطلاعات ژنتیکی‌شان و هم برای کاتالیز واکنش‌های بیوشیمیایی‌شان به آراِن‌اِی تکیه کنند.